# Luna Mwezi
Luna Mwezi (* 30. Januar 2007) ist eine Schweizer Schauspielerin und Sängerin. Ihre Bekanntheit als Darstellerin erlangte sie mit der Rolle der Mia im Film Platzspitzbaby.

## Leben und Karriere
Luna Mwezi wurde in der Schweiz geboren und wuchs zweisprachig (Schweizerdeutsch, Englisch) auf. Sie begann ihre Schauspielkarriere im Oktober 2018 mit einer Sprechrolle im Film Haven – Above Sky. 2020 wurde sie durch den Film Platzspitzbaby bekannt, dessen Titelmelodie sie auch sang. 2024/25 war sie in der Serie School of Champions zu sehen.
Mwezi spielt Klavier und komponiert eigene Stücke.

## Filmografie
- 2018: Haven – Above Sky
- 2019: Platzspitzbaby[5]
- 2020: The Origin[6]
- 2022: Emma lügt[7]
- 2024: School of Champions (Fernsehserie)

## Auszeichnungen
- 2021 Nominiert für den Schweizer Filmpreis als Beste Hauptdarstellerin im Film Platzspitzbaby[8]